# Jean Carlo dos Santos
Jean Carlo dos Santos, (Itaberaí, GO, 10 de fevereiro de 1977), é um ex-político brasileiro.

## Trajetória
Disputando um cargo eletivo pela primeira vez, o advogado Jean Carlo dos Santos foi eleito com 34.872 votos a deputado estadual, pelo PHS, representou sua cidade natal, Itaberaí, e região na Assembleia Legislativa de Goiás.
Jean Carlo é filho do torneiro mecânico Esaú Borges dos Santos e da ex-vereadora por Itaberaí, Maria Cândida de Jesus e Silva. Pai de dois filhos, Jean Carlo Filho e Marina. É casado com a odontóloga Cínthia Roberta e reside em Itaberaí.
Desde 1995, quando entrou para a Faculdade de Direito, na Universidade Federal de Goiás (UFG), Jean trabalhou no departamento de Recursos Humanos (RH) e jurídico da empresa São Salvador Alimentos (SSA), dona da marca Super Frango.
Já formado, foi presidente da subseção da Ordem dos Advogados do Brasil (OAB) de Itaberaí na gestão 2010 e 2012.
No ano de 2011 a 2014, Jean Carlo foi Diretor de Operações na Goiás Fomento. Lá, teve a oportunidade de atuar em operações de crédito voltadas ao desenvolvimento econômico do Estado, por meio de liberações do Fundo Constitucional de Financiamento do Centro-Oeste (FCO) e de outros créditos. Em abril de 2014, Jean Carlo deixou a Goiás Fomento para se candidatar ao cargo de deputado estadual, tendo êxito em outubro do mesmo ano, atuando permanentemente na Comissão de Constituição, Justiça e Redação.    
-
Em seguida no ano de 2018 concorreu à deputado federal, obteve 67.729 votos, ficando como primeiro suplente. Já em 2019 se tornou Diretor de Planejamento Estratégico da ALEGO, cargo que ocupou com honras até o ano de 2022.